# Saudi-arabische Futsalnationalmannschaft
Die saudi-arabische Futsalnationalmannschaft ist eine repräsentative Auswahl saudi-arabischer Futsalspieler. Die Mannschaft vertritt den saudi-arabischen Fußballverband bei internationalen Begegnungen. Das Team nahm 1989 an der ersten Futsal-Weltmeisterschaft unter Schirmherrschaft der FIFA teil, tritt seither aber nur noch sporadisch in Erscheinung.

## Abschneiden bei Turnieren
Saudi-Arabien wurde 1989 von der FIFA eingeladen, an der ersten Futsal-WM in den Niederlanden teilzunehmen. In einer Gruppe mit Spanien, dem späteren Weltmeister Brasilien und Ungarn beendete man die Vorrunde nach drei Niederlagen auf dem letzten Tabellenrang. Bis zum nächsten internationalen Auftritt eines saudi-arabischen Futsalteams dauerte es bis 2007, als eine Mannschaft an den Asian Indoor Games in Macao teilnahm. Seither trat das Nationalteam nicht mehr international in Erscheinung.

### Futsal-Weltmeisterschaft
- 1989 – Vorrunde
- 1992 – nicht teilgenommen
- 1996 – nicht teilgenommen
- 2000 – nicht teilgenommen
- 2004 – nicht teilgenommen
- 2008 – nicht teilgenommen
- 2012 – nicht qualifiziert
- 2016 – nicht qualifiziert
- 2021 – nicht qualifiziert
- 2024 – nicht qualifiziert

### Futsal-Asienmeisterschaft
- 1999 bis 2010 – nicht teilgenommen
- 2012 – nicht qualifiziert
- 2014 – nicht qualifiziert
- 2016 – Vorrunde
- 2018 – nicht qualifiziert
- 2022 – Vorrunde
- 2024 – Vorrunde